# Guadalupestormvogeltje
Het guadalupestormvogeltje (Hydrobates macrodactylus synoniem: Oceanodroma macrodactyla) is een vogel uit de familie der Hydrobatidae (Noordelijke stormvogeltjes). De soort werd in 1887 geldig beschreven (als ondersoort) door de Amerikaanse dierkundige Walter E. Bryant. Het is een ernstig bedreigde, mogelijk uitgestorven, endemische vogelsoort op eilanden nabij de Mexicaanse westkust.

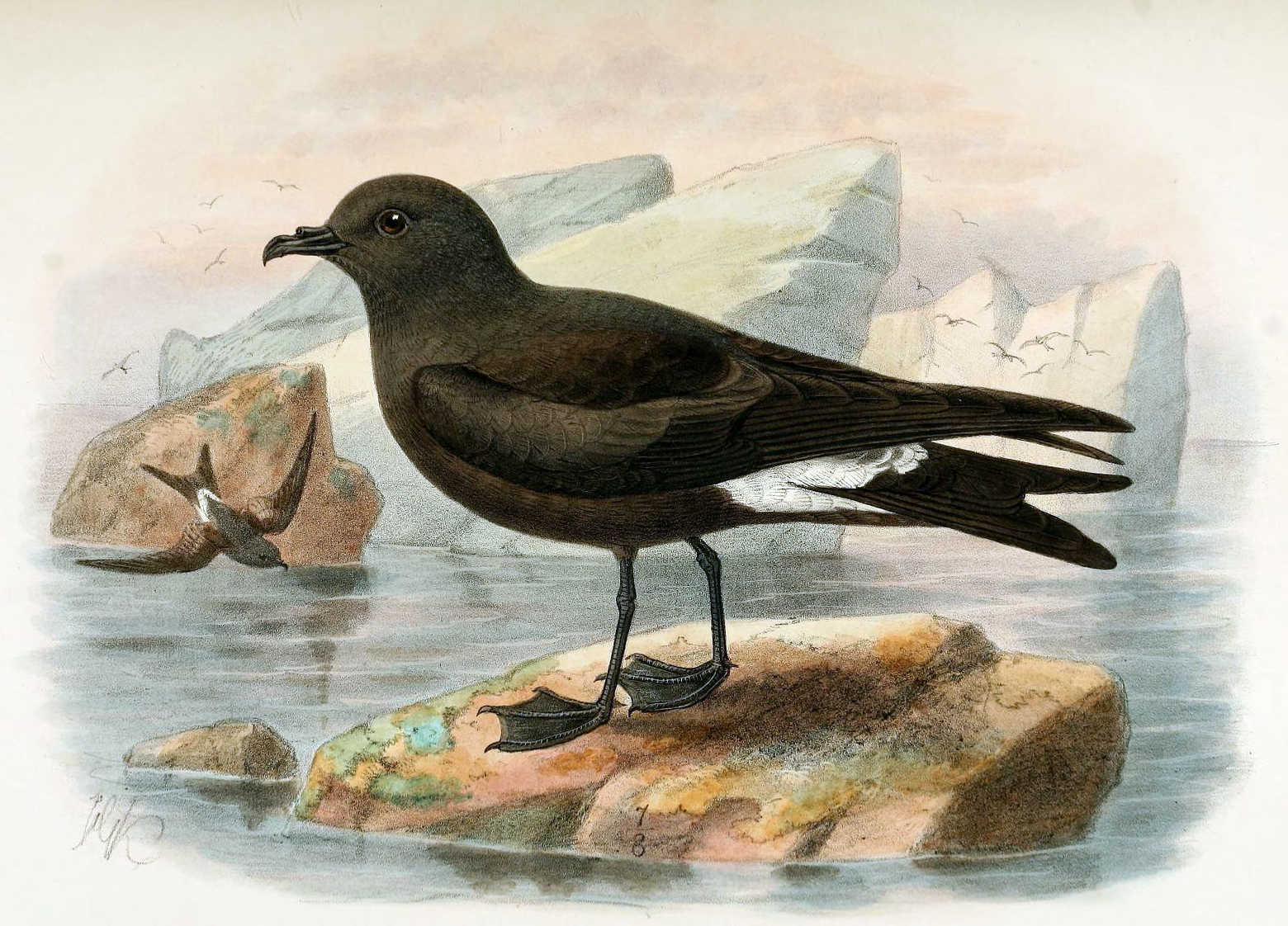
Illustratie van John Gerrard Keulemans uit 1907

## Kenmerken
De vogel is 23 cm lang. De vogel lijkt sterk op het vaal stormvogeltje (H. leucorhous). Het guadalupestormvogeltje is iets groter en de ondervleugel is minder donker. Vliegend boven zee is deze vogel daarom lastig te onderscheiden.

## Verspreiding en leefgebied
Deze vogel broedt of broedde op Isla Guadalupe, 280 km westelijk van het schiereiland Baja California. Daar was de vogel in 1906 nog zeer talrijk. Zij nestelden daar in holen in de zachte bosgrond van dennenbos (Pinus radiata) tussen begin maart en eind juni.

## Status
De guadalupestormvogeltje heeft een zeer klein broedgebied en daardoor is de kans op uitsterven zeer reëel. De grootte van de populatie werd in 2012 door BirdLife International geschat op hoogstens 50 individuen. Het broedgebied van deze vogel is aangetast door verwilderde geiten die het karakter van de bosbodem veranderden en door wilde katten die de jonge vogels bejaagden. Sinds de jaren 1970, maar vooral rond 2010 worden ernstige pogingen ondernomen het eiland ecologisch te herstellen en de invasieve soorten te verwijderen. Het gebied is ook tot natuurreservaat verklaard. Er bestaat een kleine kans dat de soort niet is uitgestorven. Om deze redenen staat deze soort als ernstig bedreigd (kritiek) op de Rode Lijst van de IUCN.